# 照射
| ウィキペディアには「照射」という見出しの百科事典記事はありません（タイトルに「照射」を含むページの一覧/「照射」で始まるページの一覧）。 代わりにウィクショナリーのページ「照射」が役に立つかもしれません。 |